# نرمندية السفلى
نرمندية السفلى أو باس-نورماندي (بالفرنسية: Basse-Normandie)‏ أو النورماندي السفلى هي منطقة في غرب فرنسا وعاصمتها هي كان.